# Pișceane, Kremenciuk
Pișceane (în ucraineană Піщане) este localitatea de reședință a comunei Pișceane din raionul Kremenciuk, regiunea Poltava, Ucraina.

## Demografie
Componența lingvistică a localității Pișceane
     Ucraineană (94,99%)
     Rusă (4,83%)
     Alte limbi (0,06%)
Conform recensământului din 2001, majoritatea populației localității Pișceane era vorbitoare de ucraineană (94,99%), existând în minoritate și vorbitori de rusă (4,83%).